# Ringkjøbing Amt
Ringkjøbing Amt byl dánský okres. Nacházel se v západní části Jutska. Hlavním městem je Ringkjøbing.

## Města a obce
(počet obyvatel k 1. červnu 2005)
| - Aulum-Haderup (6 752) - Brande (8 900) - Egvad (9 443) - Herning (59 352) - Holmsland (5 244) - Holstebro (41 402) - Ikast (23 351) - Lemvig (18 000) - Ringkøbing (17 862) | - Skjern (13 139) - Struer (19 215) - Thyborøn-Harboøre (4 639) - Thyholm (3 601) - Trehøje (9 994) - Ulfborg-Vemb (6 941) - Videbæk (12 134) - Vinderup (8 059) - Åskov (7 020) |